# Jelena Ivezić
Jelena Ivezić (ur. 17 marca 1987) – chorwacka koszykarka, reprezentantka kraju, uczestniczka Igrzysk Olimpijskich w Londynie.

## Kluby
- Jolly JBS Euroline

## Osiągnięcia
Reprezentacja
- Liderka igrzysk olimpijskich w przechwytach (2012)